# Route européenne 573
Pour les articles homonymes, voir E573 et Route 573.
La route européenne 573 est une route reliant Püspökladány à Užgorod (Oujhorod).